# ماراثون غزة
ماراثون غزة هو سباق الماراثون الذي نظمته الأنروا في غزة لجمع التبرعات لبرنامج المخيمات الصيفية للأطفال «ألعاب الصيف». بالأضافة إلى هذا المرثون الكامل الذي كان طول السباق ما يقارب 42 كيلو متر، جرى تنظيم سباق مارثون أقصر تحت مسمى نصف ماراثون وكان طول السباق 10 كيلو متر. وكان للأطفال سباق من كيلو إلى 4 كيلو متر.
وقد عقد هذا الحدث للمرة الأولى في 5 مايو 2011، وجذب أكثر من 1.500 مشارك

## مسار السباق
مسار الماراثون كان يمتد على طول قطاع غزة من بلدة بيت حانون بالشمال الشرقي إلى رفح بالجنوب بالقرب من الحدود المصرية.
انطلق المتسابقون من بيت حانون باتجاه الساحل ومن ثم اتجهوا جنوب غرب على الطريق الساحلي مع محاذاة الساحل قبل أن يتحولوا إلى داخل رفح.
مسار الماراثون كان يمر على المخيمات والبلدات في قطاع غزة وعلى انقاض المباني التي دمرتها الضربات الجوية الإسرائيلية حتى يتعرف العالم على معاناة الفلسطينين عن طريق الرياضة.
وتعرض العدائون لمشقات كبيرة لارتفاع درجة الحرارة في شهر مايو، وأزمة المرور والطرق غير المعبدة جيدا والعربات الكثيرة في أحياء المدن الداخلية التي تجرها الحمير والشاحنات الصغيرة كل ذلك ألقى بظلاله على السباق.
ونسق المنظمين مع حكومة حماس الحاكمة بغزة لضمان سلامة المتسابقين ومتابعة مسار السباق، حتى لا يحدث أي إشكالية لأن السباق كان مختلطًا وهذا ينافي عادات أهل غزة. وبعد افتتاح السباق عام 2011 قال المتحدث باسم الانروا في غزة كريس جونيس لقد حققنا المتعة لأهل غزة الذين كانوا يصفقون في الطرقات للعدائيين رغم الحصار الذي يسببه الكيان الإسرائيلي على غزة.

## ماراثون 2011
بدأ حوالي خمسين من العدائين الماراثون، وأكمل منهم المسار بالكامل 9 أشخاص فقط. وانضم لهم 150 عداء من اتحاد غزة لألعاب القوى، وشارك 1000 طالب من طلاب المدارس في سباق التبديل بمسافة 1 كيلو، وشاركت 100 امرأة في سباق 10 كيلو سيرا على الاقدام.
الفائز استغرق الزمن 2:42:47 لأكمال كل المسافة وهو العداء نادر المصري .
نظمت الأونروا الحدث لجمع الأموال للألعاب الصيفية لأطفال المدارس في غزة. وكان الهدف هو جلب مليون دولار أمريكي لمخيمات الألعاب الصيفية. وقالت الأنروا أن الماراثون حقق الهدف.